# Fredrik Nygaard
Fredrik Christian Nygaard, född 30 april 1897 i Köpenhamn, död 7 december 1958, var en dansk romanförfattare, poet och journalist. Hans diktning tillhörde den expressionistiska litterära strömningen i Danmark, men han betraktas som något av en bortglömd författare.

## Diktaren
Fredrik Nygaard var son till grosshandlaren Axel Nygaard och Harriet Meyer. Han fick utbildning på det prestigefyllda Sorø Akademi (1910-1915) och tog studentexamen från Hellerup Gymnasium 1917. Han arbetade därefter en tid på ett jordbruk och som journalist. Han var resekrönikör för dags- och veckopressen och företog resor genom större delen av Europa med längre uppehåll i Spanien, Jugoslavien och Ryssland. Han publicerade sin första diktsamling, Første digte (1915), under gymnasietiden och skildrar här naturen och livet på landet. Samma tema går igen i diktsamlingen Pejseild (1918). Med inspiration av Johannes V. Jensens lyrik blir Köpenhamn skådeplatsen i diktsamlingen Opbrud (1919), där det hektiska storstadslivet skildras. Samma år publicerades diktsamlingen Evropaskitser, i vilken han skildrar upplevelser från sina resor i Europa, och i Den Klingende Kane (1926) skildrar han sina reseupplevelser av Ryssland. Därefter publicerades Flag og Vimpler (1920), De smaa Broer (1921), Undervejs (1927) som är en återgång till naturlyriken i hans tidigare verk. I diktsamlingen Tusind-Fryd (1930) skildras hans egna starka kärleksupplevelser. Därutöver har han givit ut diktsamlingarna Gnister (1933), Italienske Anemoner (1939), Besøgstid (1944), Christianshavn (1946), Svaling fra Havet (1947), Tisvilde Hegn (1947), Mol og dur (1949) och Sanct Hans Urt vi sanke (1949).

## Roman- och barnboksförfattaren
Mindre framgångsrik var Nygaard som romanförfattare. Hans romandebut, Vikingen, publicerades 1920 och var den första av en rad historiska romaner. Den följdes av den socialrealistiska romanen Kværnen (1923), Soldaterbrylluppet i Suså (1924), Solen staar op (1934), Athens Nar (1937) och Jeg ser en Skov, der grønnes (1947), som han skrev tillsammans med Gudrun Mejse. I den självbiografiska samtidsromanen Det skæve Foraar (1925) skildrar han 1920 års generalstrejk och en förhoppning om revolution och införande av republik. Berättelsen Tyrefægter: Fortælling om en spansk Dreng (1931) utgår från hans egna upplevelser av Spanien. I versromanen Jernet synger (1932) skildras en kärlekshistoria från Hornsherred.
Nygaard skrev även ett antal barnböcker efter uppmaning från förläggaren Christian Erichsen. Bland dessa finns Knægten skal paa Kostskole (1925), Ilja paa Barrikaderne (1932), Ammons Oase (1938), Født Journalist (1944), Lille Frøken Skrubtudse (1944) och Kappestrid (1946). Han skrev även operorna Stephan och Marie Grubbe, baletten Sommerfugler samt föreställningen Prolog, som alla uppfördes på Det Kongelige Teater.

## Erkännanden
- Carl Møllers forfatterlegat (1927)
- Emma Bærentzens Legat (1933 & 1947)